# USS Inchon (LPH-12)
El USS Inchon (LPH-12) fue un buque de asalto anfibio de la clase Iwo Jima, que perteneció a la Armada de Estados Unidos, recibió este nombre por la batalla de Inchon ocurrida durante la Guerra de Corea.

## Historial operativo

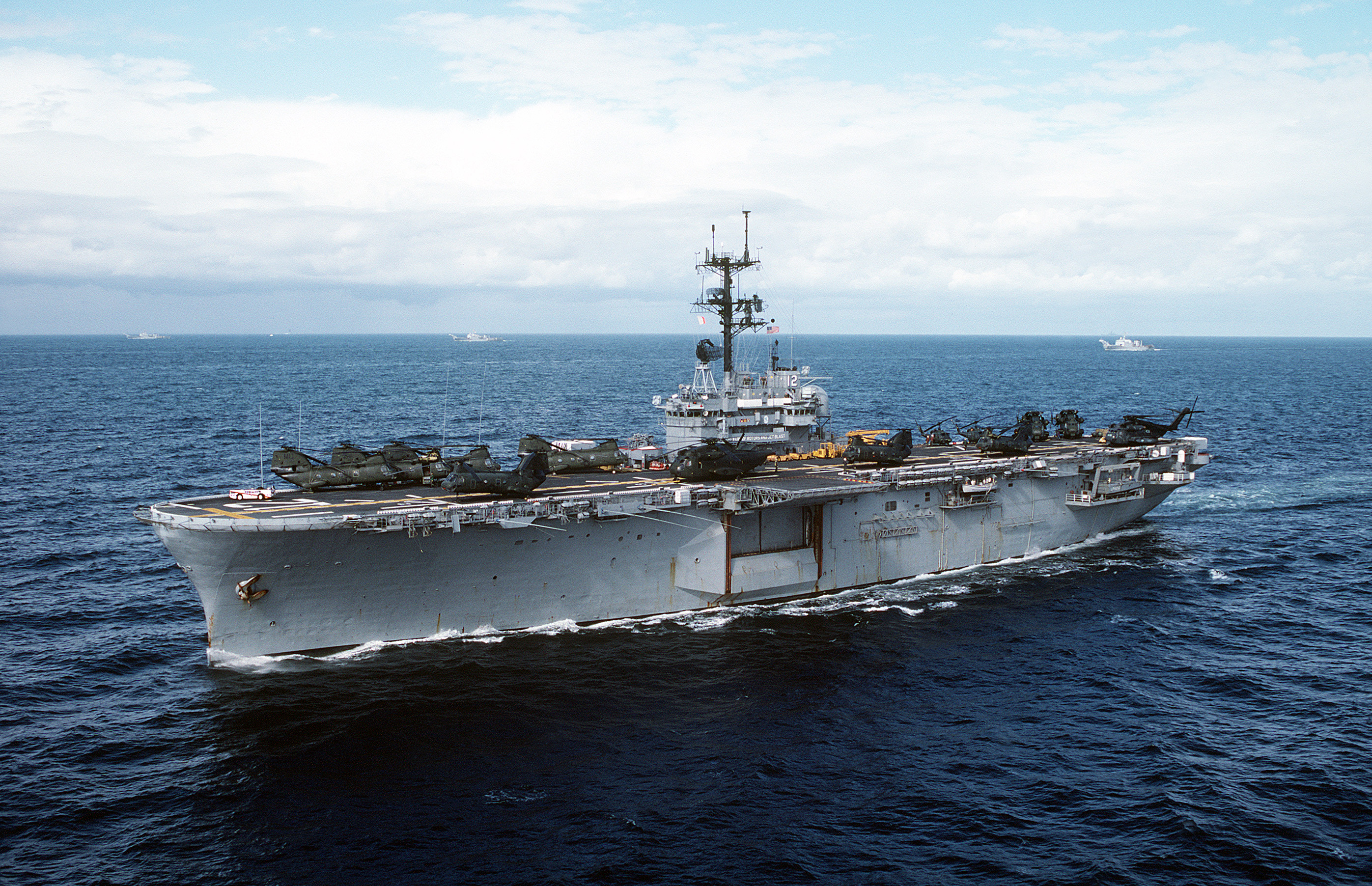
USS Inchon (LPH-12) durante los ejercicios de la OTAN Northern Wedding '86, año 1986.

El USS Inchon fue puesto en grada en los astilleros Ingalls Shipbuilding, Pascagoula, Misisipi el 8 de abril de 1968, fue botado el 24 de mayo de 1969. Entró en servicio el 20 de junio de 1970 siendo su primer Comandante el capitán Arthur H. Cummings Jr.
El 6 de marzo de 1996, fue resignado Mine Countermeasures Command and Support Ship (MCS-12). 
Desde marzo de 1995 al 28 de mayo de 1996, permaneció en los astilleros Ingalls Shipbuilding, para completar su conversión a minador.
El 30 de septiembre de 1996 fue asignado a la Fuerza Naval Activa de la Reserva. Fue dado de baja del servicio activo el 20 de junio de 2002, y enviado a la base naval de Ingleside, Texas. El 24 de mayo de 2004 fue dado de baja en el registro naval de buques y hundido como blanco naval el 5 de diciembre de 2004 036°43′11″N 071°40′0″O / 36.71972, -71.66667 se encuentra localizado a 2.150 brazas de profundidad y a 207 millas náuticas (383 km) al este de Virginia Beach, Virginia.